# Анимално
Анимално је оно што је животињске природе. Анимални је придев који значи, често пежоративно, животињско обележје (нпр. анимални нагони, страсти, поступак итд.) или порекло (храна – јаја, млеко, маст итд.). Човековим анималним потребама и склоностима супротстављају се духовне потребе. Термин „анимални магнетизам“ (за разлику од физичког и електричног магнетизма) означава флуид који тече од једне ка другој личности приликом хипнозе или терапеутских сеанси са загонетним излечењем. Под анималном психологијом подразумева се „психологија животиња“, односно претпоставка да и животиње имају „психу“ (или чак „душу“), и претпоставке да механизми, утврђени код животиња, могу начелно важити и за људе, или да у неком степену и на неки начин измењени, могу пружити објашњења људског понашања.